# Ulomorpha sierricola
Ulomorpha sierricola is een tweevleugelige uit de familie steltmuggen (Limoniidae). De soort komt voor in het Nearctisch gebied.